# Dettmers Bach
Der Dettmers Bach ist ein orografisch rechtes Nebengewässer der oberen Ems in Nordrhein-Westfalen, Deutschland. Er hat eine Länge von 5,3 km. 

## Flussverlauf
Der Dettmers Bach entsteht am Rande des westlichen Siedlungsschwerpunktes von Gütersloh auf dem Gebiet der ehemaligen Bauerschaft Pavenstädt und fließt in westliche Richtung ab. 
Das Gewässer durchquert daraufhin das Weide- und Feuchtwiesengelände östlich von Pavenstädt, bevor südlich des Gütersloher Flughafens linksseitig ein namenloses Gewässer aus den Pavenstädter Rieselfeldern einmündet. Rund 1,3 Kilometer weiter westlich mündet der Dettmers Bach rechtsseitig in die Ems, die in diesem Abschnitt die Stadtgrenze gegen Herzebrock-Clarholz bildet. 

## Charakteristik
Der Dettmers Bach ist ein typischer Flachlandbach der Emssandebene mit einem geringen mittleren Sohlgefälle von nur 2,1 ‰ und einer dementsprechend geringen Fließgeschwindigkeit. Der Bach durchquert nahezu ausschließlich landwirtschaftlich geprägtes Gelände. In einigen Bereichen wurde die Gewässersohle zur Wiesenentwässerung ausgebaut, in diesen Abschnitten ist ein eher grabenartiger Charakter des Gewässers vorherrschend. Der Dettmers Bach wurde letztmals im Jahr 2009 auf seinen saprobiellen Zustand untersucht und erreichte im Ergebnis eine
mäßige Qualität.